# Jacques Bouffil
Jacques Bouffil (nascido Jacques Jules Bouffil ou Boufil; Muret, 14 de maio de 1783 – Toulouse, 1 de novembro de 1868) foi um clarinetista e compositor clássico francês.

## Biografia
Jacques Bouffil obteve diploma de clarinete na classe de Charles Duvernoy do Conservatório de Paris em 1806.  Naquela época, Jean-Xavier Lefèvre ensinava na outra classe de clarinete.  Recebeu, nesta época, um par de clarinetes de fabrico francês em Bb e C, que guardou até 1817.
De 1807 a 1830, foi clarinete principal da orquestra da Opéra Comique em Paris.
É também músico de câmara e actua em vários recitais com Louis François Dauprat (trompa), Joseph Guillou (flauta), Antoine Henry (fagote) e Gustave Vogt (oboé). Antoine Reicha compôs um total de 24 obras para este quinteto de sopros, por vezes chamado de Quinteto de Sopros Reicha.
Embora dedicado a um notável parisiense,  Boscary de Villeplaine, o Quinteto para clarinete e cordas em Si bemol maior op. 89 de Reicha foi provavelmente escrito para Jacques Bouffil por volta de 1820.
Bouffil compõe em particular para clarinete, sozinho ou com outros instrumentos. Destacam-se os seis trios para clarinetes opus 7 e 8 que constituem uma importante contribuição para as partituras de clarinete.

## Obra
Como compositor, destacam-se as seguintes obras:
- Três duetos para dois clarinetes op. 5
- Seis árias variadas, precedidas por uma abertura e seguidos por um medley de árias nacionais op. 6 para flauta, dois clarinetes, duas trompas e dois fagotes
- Seis trios para três clarinetes op. 7 e 8